# Linea Rupnik
La Linea Rupnik (in sloveno e croato Rupnikova linija, in serbo Рупникова линија Rupnikova linija) era una massiccia linea fortificata del Regno di Iugoslavia eretta lungo il confine terrestre occidentale e settentrionale, voluta dal generale sloveno Leon Rupnik. La costruzione della linea difensiva fu una misura di sicurezza adottata per contrastare il Vallo Alpino del Regno d'Italia, nonché contro il pericolo di un'invasione da parte della Germania nazista, in seguito all'Anschluss dell'Austria.
La Linea Rupnik della Jugoslavia fu ispirata da vari altri sistemi di fortificazione costruiti lungo i confini, principalmente dalla Francia (con la Linea Maginot), dalla Cecoslovacchia (con le proprie fortificazioni di confine) e dalla vicina Italia. Fu creata per fornire delle buone posizioni e per rafforzare il confine già esistente, in modo da respingere un'eventuale invasione.
Nonostante ci fossero circa 15.000 soldati che presidiavano le fortificazioni al suo apice, la linea poteva ospitare fino a circa 40.000 uomini, tuttavia non fu mai utilizzata al massimo delle sue potenzialità, in quanto era in gran parte impreparata e abbandonata, al momento dell'invasione della Jugoslavia nell'aprile del 1941.

## Storia

### Pianificazione e costruzione

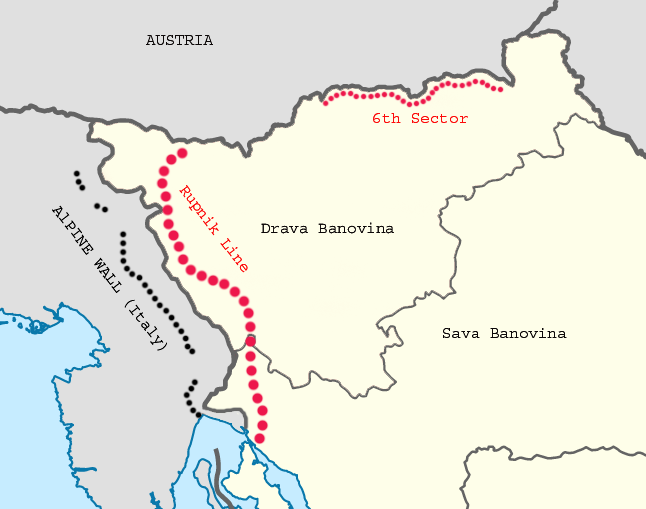
Mappa della Linea Rupnik, la linea tratteggiata rappresenta le fortificazioni difensive costruite lungo il confine italo-jugoslavo.

L'idea di costruire delle fortificazioni lungo il confine con l'Italia emerse nel 1935 dal generale Rupnik, per contrastare la costruzione del Vallo Alpino in mezzo al progressivo peggioramento delle relazioni tra i due stati, visto che già nella seconda metà degli anni 1930, la volontà dell'Italia fascista di espandere i propri confini preoccupava le autorità jugoslave. Nel 1936, fu approvato ufficialmente un decreto per iniziare a progettare il nuovo sistema di fortificazione lungo il confine.
La costruzione ebbe inizio tra il 1937 e il 1938. Un'operazione su larga scala come questa, ridusse significativamente gli effetti della crisi economica in corso nel paese, così come migliorò il tenore di vita, lo stato impiegò circa 15.000 lavoratori inizialmente nel 1937, il numero aumentò fino a 60.000 lavoratori di cui circa 40.000 erano riservisti dell'esercito nel 1941. Solo quando la linea si stava delineando, prese il nome Linea Rupnik. Circa 4.000 bunker furono completati o parzialmente costruiti prima dell'invasione da parte dell'Asse.
In seguito all'Anschluss del 1938, la Iugoslavia si ritrovò a confinare anche con la Germania nazista, ed estese quindi le fortificazioni ai confini settentrionali.
Per difendere i confini vennero addestrate 72 compagnie, chiamate "granicari" (in serbo) o "granicarji" (in sloveno), organizzate in battaglioni. Furono mobilitati 50.000 uomini con 40 batterie, delle quali almeno un terzo al confine con l'Italia. I granicari erano divisi in sei settori con sei diversi quartieri generali.

### Seconda guerra mondiale
La linea non fu adeguatamente preparata per l'invasione dell'Asse che ebbe luogo nell'aprile 1941 durante la seconda guerra mondiale, dato che la sua costruzione avrebbe dovuto concludersi nel 1947. Il bilancio militare jugoslavo era in gran parte esaurito al momento dell'invasione, entrambe le forze attaccanti avevano una forza militare superiore. Di conseguenza, la linea fu scarsamente difesa e in gran parte abbandonata durante l'invasione di Italia e Germania. Parte del VI settore vicino a Dravograd riuscì a mantenere le posizioni per tre giorni prima di abbandonare gli avamposti. Altri casi notevoli di resistenza si verificarono l'8 aprile sul monte Blegoš, Gozd Martuljek e a Castua vicino Fiume il 9 aprile. Alcune forze jugoslave riuscirono a respingere gli invasori a Circhina, ma alla fine furono costretti a ritirarsi. 

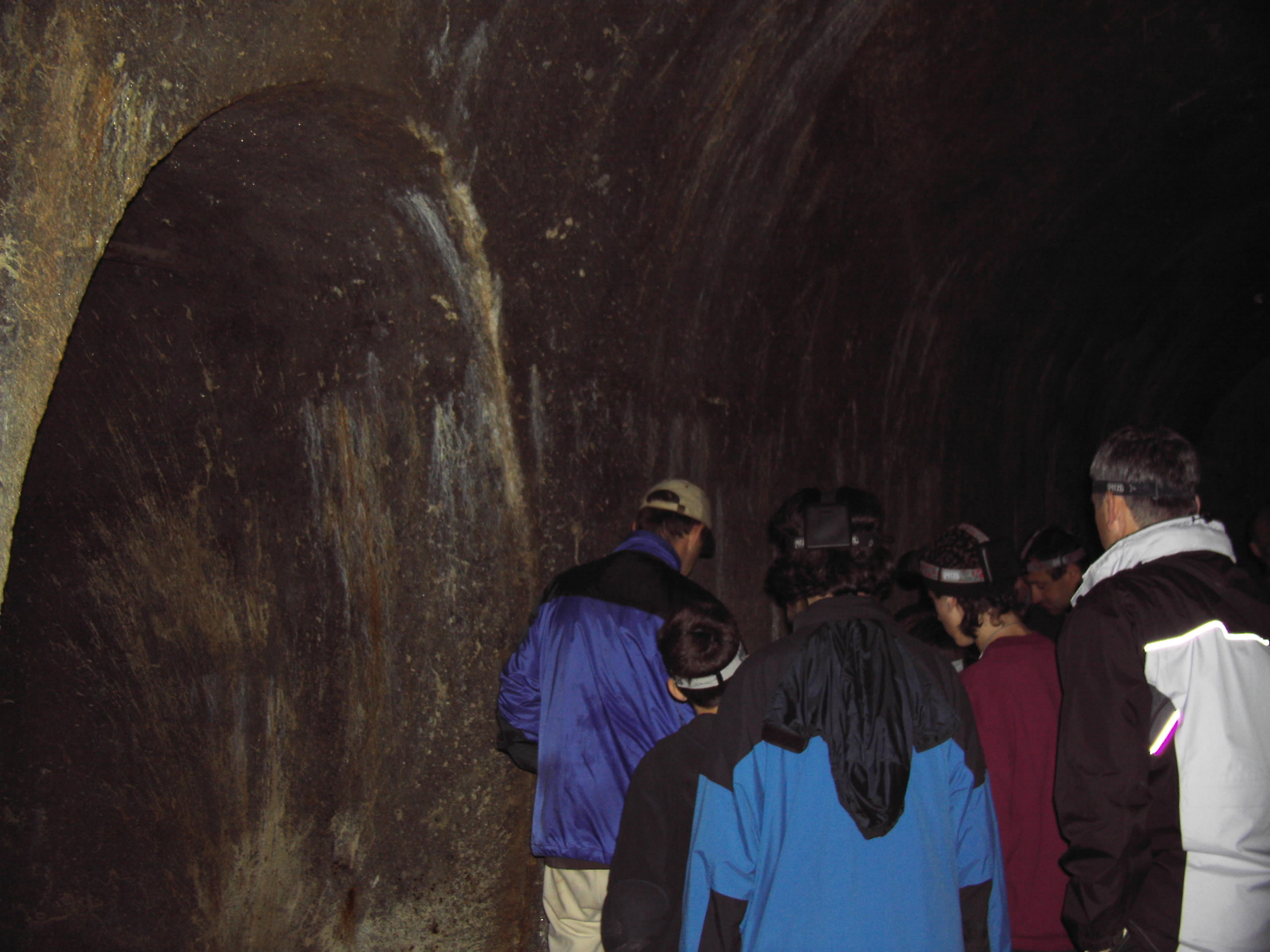
Vista all'interno di un tunnel di un bunker. La maggior parte di queste fortificazioni non furono mai completate.

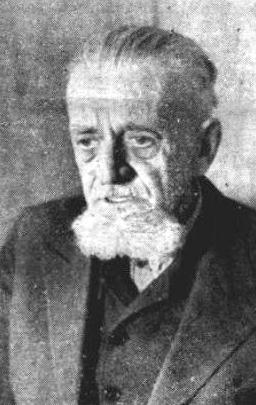
Leon Rupnik, ideatore della linea di difesa.

Molti degli oggetti nella zona annessa all'Italia (nota come provincia di Lubiana) furono distrutti per impedirne l'uso da parte dei partigiani jugoslavi e per raggiungere i metalli tanto necessari situati nelle mura di queste fortificazioni.

### Dopoguerra

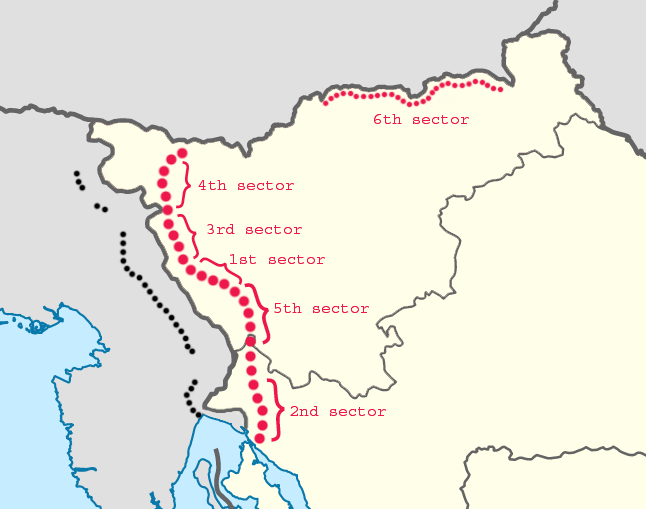
Settori della Linea Rupnik

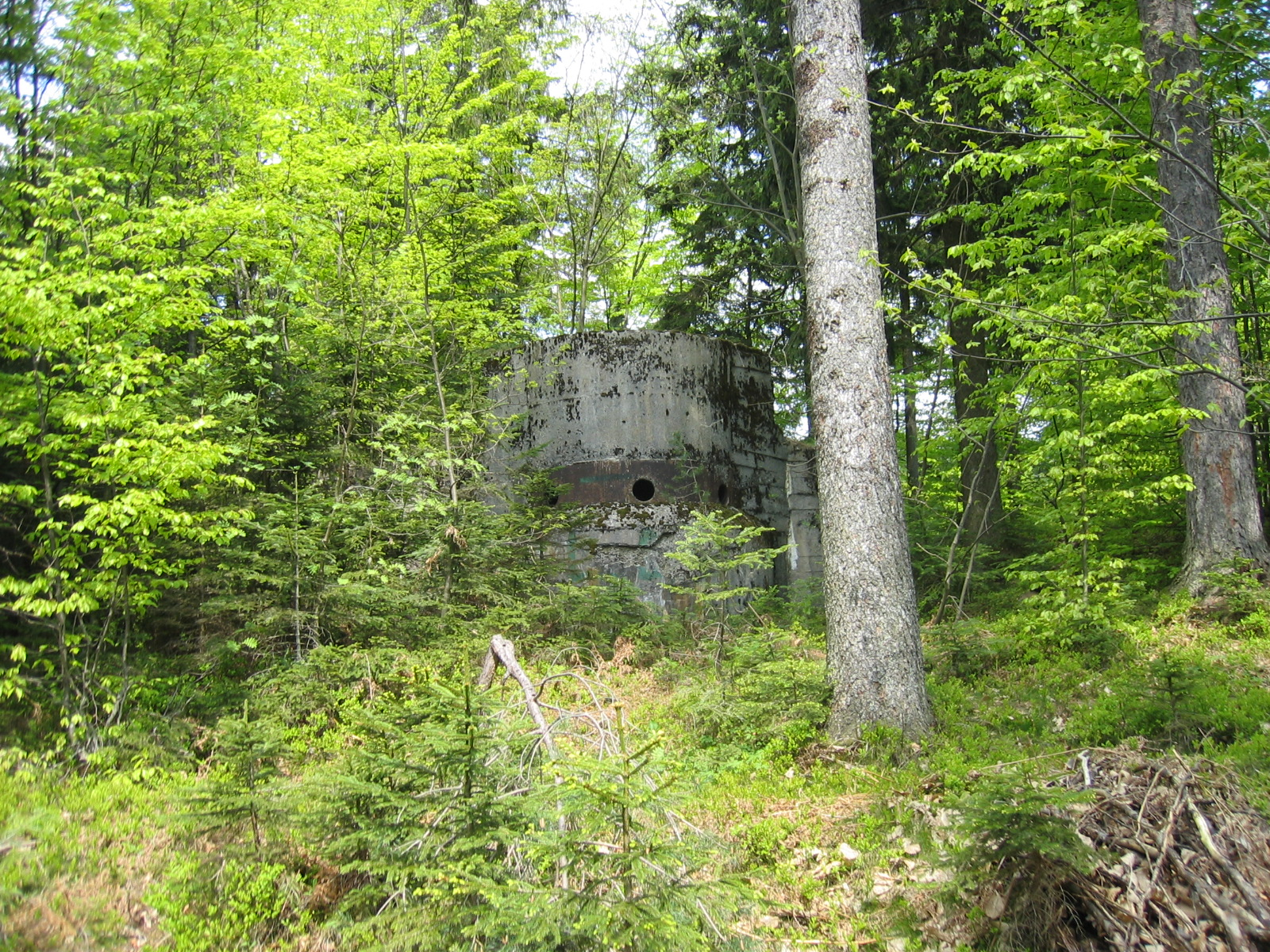
Uno dei bunker rimanenti sulla linea Rupnik

Nel dopoguerra, tutte le fortificazioni rimasero nel territorio della Jugoslavia socialista. La maggior parte degli edifici furono abbandonati, tranne alcuni che invece furono utilizzati dalle forze armate. In seguito alla dissoluzione della Jugoslavia, la linea ottenne il pieno riconoscimento e fu creato un percorso tematico per i turisti, nonostante la zona sia ancora amministrata dal Ministero della difesa sloveno. Le fortificazioni di Goli Vrh e Hrast Hill sono attualmente in fase di ristrutturazione per i servizi turistici.

## Organizzazione
Il piano prevedeva la costruzione di due linee parallele di bunker, tutte interconnesse. Non ci fu alcuno sforzo per nascondere le posizioni ai nemici, al fine di migliorare potenzialmente l'effetto psicologico che potrebbe avere sullo schieramento opposto.
L'intera linea era stata divisa in sei settori, quelli numerati più bassi avevano una maggiore importanza;
| Settore | Sede comando | Ruolo                                                    |
| ------- | ------------ | -------------------------------------------------------- |
| I       | Vrhnika      | Impedire l'invasione di Lubiana.                         |
| II      | Kamenjak     | Impedire l'invasione di Zagabria da Fiume.               |
| III     | Škofja Loka  | Difesa della zona tra Škofja Loka e Vrhnika.             |
| IV      | Železniki    | Difesa attorno a Železniki e dell'alta valle della Sava. |
| V       | Circonio     | Difesa attorno al caposaldo di Cerknica.                 |
| VI      | Maribor      | Difesa tra Maribor e Ptuj e di tutto il Caravanche.      |

### Linee parallele difensive
Le posizioni furono ulteriormente divise in due linee primarie di difesa;
- 1ª linea di difesa: essendo di fatto la parte anteriore del complesso difensivo, è costituita da bunker di varie forme e dimensioni con montate delle mitragliatrici, la forma più spesso costruita era una torre.
- Linea d'artiglieria: questa linea era formata da cannoni anticarro, barriere, fossati e casematte. Le fortificazioni erano tra le più grandi, in quanto alcune erano state progettate per consentire il passaggio attraverso i corridoi principali della fanteria motorizzata.[2]